# Opisthotropis laui
Opisthotropis laui es una especie de serpientes de la familia Natricidae.

## Distribución geográfica
Es endémica de la provincia de Cantón (China).